# Psolicrux
Psolicrux is een geslacht van zeekomkommers uit de familie Cucumariidae.

## Soorten
- Psolicrux coatsi (Vaney, 1908) O'Loughlin, 2002
- Psolicrux iuvenilesi O'Loughlin & Manjón-Cabeza, 2009